# Podvisloie
Podvisloie - Подвислое (rus) - és un poble de l'óblast de Bélgorod, a Rússia. El 2010 tenia 189 habitants. Pertany al districte (raion) de Novi Oskol.